# Mizérable (曲)
「Mizérable」（ミゼラブル）は、1999年6月30日に発表されたGacktのデビュー・シングルである。

## 概要
- ミニアルバム『Mizérable』からのシングルカット。6月30日にSingle Boxとして8cm CDとVHSとのセットが、7月9日に8cmシングルが発売されている。

## 収録曲
1. Mizérable (4:56)
後に発売されたオリジナルアルバムには収録されておらず、ベストアルバム『THE SIXTH DAY 〜SINGLE COLLECTION〜』には、ヴァイオリン以外の楽器、ボーカル全体のリテイクが施された再録バージョンが、サウンドトラック『「SLO-PACHINKO GLADIATOR EVOLUTION」 Original Soundtrack』には、キーを半音下げ、ボーカル全体のリテイクが施された別の再録バージョンが収録された。
2. Mizérable (Instrumental) (4:54)

## 収録アルバム
- Mizérable（#1、原曲）
- Remix Of Gackt（#1、リミックスバージョン）
- THE SIXTH DAY 〜SINGLE COLLECTION〜（#1、再録バージョン）
- 「SLO-PACHINKO GLADIATOR EVOLUTION」 Original Soundtrack（#1、再録バージョン）